# Аврич, Филип
Филип Аврич (род. 14 июня 2001, Шабац) — сербский футболист, нападающий.

## Клубная карьера
4 февраля 2021 года стал игроком сербского клуба «Вождовац». 2 апреля 2021 года в матче против клуба «Мачва» дебютировал в чемпионете Сербии.
Летом 2022 года перешёл в сербский клуб «Единство Уб».
22 июля 2023 года подписал контракт с клубом «Каспий».

## Клубная статистика
| Игровая карьера | Игровая карьера       | Игровая карьера | Лига | Лига | Кубок | Кубок | Межд. | Межд. | Др. | Др. |
| --------------- | --------------------- | --------------- | ---- | ---- | ----- | ----- | ----- | ----- | --- | --- |
| 2020/21         | Вождовац              | А               | 6    | 0    | —     | —     | —     | —     | —   | —   |
| 2021/22         | Вождовац              | А               | —    | —    | —     | —     | —     | —     | —   | —   |
| 2021/22         | Будучност (Добановци) | Б               | 9    | 0    | —     | —     | —     | —     | —   | —   |
| 2022/23         | Единство Уб           | Б               | 33   | 5    | —     | —     | —     | —     | —   | —   |
| 2023            | Каспий                | А               | 10   | 3    | —     | —     | —     | —     | —   | —   |